# Juan Noel
Juan Noel Lastra, (Paita, 1813 - Mar de Casma, 2 de mayo de 1854) fue un marino peruano. Pereció heroicamente durante el naufragio de su nave, la fragata Mercedes, al negarse a abandonarla hasta que no estuviera a salvo su último tripulante.

## Biografía
Fue hijo de Agustín Noel y María Lastra. En 1822 viajó con sus padres a España, donde cursó estudios en el Instituto Náutico de Vergara. Luego se alistó en la marina mercante, y en 1836 era capitán de la goleta Caupolicán. En 1841, ingresó a la Marina de Guerra del Perú con el grado de alférez de fragata. Fue precisamente ese año en que estalló la guerra con Bolivia, durante la cual, la marina peruana tuvo un papel muy importante en la defensa nacional.
En 1842, ya como teniente segundo se hallaba a bordo de la goleta Limeña, ocasión en la que apoyó desde Paita el pronunciamiento a favor del general Francisco de Vidal. Eran los días de la anarquía militar. Se le ordenó bloquear el puerto de Huanchaco, y ante la insistencia del comandante del blindado británico Cormorant de romper el bloqueo, supo doblegarlo asegurándole que llevaba suficiente pólvora para hacer volar su buque y el suyo. Mereció entonces su ascenso a teniente primero, el 19 de enero de 1843. 
Luego se puso al servicio del Directorio de Manuel Ignacio de Vivanco y fue promovido a capitán de corbeta. Al estallar la revolución constitucional contra Vivanco, fue enviado al sur al mando de la Limeña, tomando parte en la captura del puerto de Arica, el 17 de julio de 1843, donde tuvo una actuación destacada. Sin embargo, el puerto fue recapturado poco después por las fuerzas revolucionarias al mando de Ramón Castilla
Finalizada la guerra civil, en 1847 se embarcó en el bergantín General Gamarra como ayudante del comandante general de Marina y al año siguiente fue enviado a Ayacucho como oficial itinerario.
En 1849, fue comisionado por el gobierno de Ramón Castilla a la selva de Chanchamayo, al frente de una expedición destinada a contener los ataques de las tribus amazónicas y estudiar la utilización de las vías fluviales. Permaneció durante seis años en la zona, donde construyó el puerto de San Ramón y un fuerte para su defensa. 
Ya como capitán de fragata, en 1852 fue nombrado comandante de la goleta Mercedes, que hacía de buque escuela. Gobernaba entonces el general José Rufino Echenique. En mayo de 1854 fue enviado con su nave hacia Casma, junto con el vapor Rímac, con la misión de embarcar tropas. Cumplida esta labor, se acordó que, durante el viaje de retorno al Callao, el Rímac remolcaría a la Mercedes, pero casi a la vista de Casma, se rompieron los cables de remolque. La Mercedes quedó al garete y como tenía en pañoles su velamen, el fuerte viento lo arrojó contra la llamada rocanegra. La goleta, que llevaba 800 soldados a bordo, empezó a naufragar. Noel hizo esfuerzos desesperados por salvar a sus hombres y terminó por ser una de las víctimas, pues no quiso abandonar su navío y junto con otros muchos que se apiñaban en la cubierta se hundió en el mar turbulento. Su esposa, María de la Cruz Andrade, una de los pocas sobrevivientes de esta tragedia, presenció su sacrificio. Solo un centenar de los soldados que iban a bordo de la goleta lograron salvarse.
El heroísmo de Noel quedó inmortalizado en la letra del himno de la Escuela Naval, que dice:

Como el noble Noel, prefiramos a salvarnos,
a otros salvar...